# Bjaga
Bjaga (bulgariska: Бяга) är ett distrikt i Bulgarien.   Det ligger i kommunen Obsjtina Bratsigovo och regionen Pazardzjik, i den centrala delen av landet, 110 kilometer sydost om huvudstaden Sofia.
Trakten runt Bjaga består till största delen av jordbruksmark. Runt Bjaga är det ganska tätbefolkat, med 124 invånare per kvadratkilometer.